# Agenda d'accessibilité programmée
Pour les articles homonymes, voir ADAP.
 (juin 2017).
Si vous disposez d'ouvrages ou d'articles de référence ou si vous connaissez des sites web de qualité traitant du thème abordé ici, merci de compléter l'article en donnant les références utiles à sa vérifiabilité et en les liant à la section « Notes et références ».

Sigle handicap

En France, depuis le 1er janvier 2015, l'ensemble des établissements recevant du public (ERP) et des installations ouvertes au public (IOP) qui ne respectent pas les règles en matière d'accessibilité doivent disposer d'un Agenda d'accessibilité programmée (Ad'AP).

## Contenu
L'Ad'AP a été créé par l’ordonnance du 26 septembre 2014, et son contenu a été précisé par le décret n°2014-1326 du 5 novembre 2014. Ce document précise les travaux à réaliser dans un bâtiment afin qu'il soit en conformité avec les règles de l'accessibilité. L'intérêt essentiel est de donner un échéancier des travaux pouvant s'étaler sur plusieurs années ainsi que le chiffrage des modifications à effectuer. Il correspond à un engagement à réaliser des travaux dans un délai déterminé (3 ans, 6 ou 9 ans sauf cas très particuliers), à les financer et à respecter les normes d’accessibilité. 
L'Ad'AP était surtout vu comme un outil pour inciter les établissements recevant du public à être accessibles. Il a permis de booster le nombre d'ERP accessibles facilitant le quotidien des 12 millions de personnes ayant un handicap en France. 
Il est permis, dans certains cas, de déroger à certains travaux de mise en accessibilité pour un type de handicap particulier, par exemple pour des contraintes techniques, lorsqu'il s'agit d'un bâtiment classé, ou lorsqu'il y a disproportion entre le coût et l'usage ; cette dérogation doit l'objet de clauses spécifiques lors de la rédaction du bail (principalement pour le bail commercial).
Ainsi, la dérogation pour la non-installation d'un ascenseur pour l’accès des personnes à mobilité réduite dans un bâtiment pour un motif de disproportion financière au regard de l'usage ne doit pas empêcher le propriétaire du bâtiment de traiter les marches de l'escalier (mise en place d'un contraste visuel et de bandes podotactiles...) facilitant l’accès des personnes aveugles et déficientes visuelles.

## Mise en œuvre du programme
Les services de la préfecture examinent les éléments et donnent un avis favorable ou non au dossier. Chaque année, un bilan des travaux réalisés est effectué pour vérifier si l'avancement des travaux correspond à ce qui est programmé, sans quoi des sanctions peuvent prendre place ou à défaut, il faut transmettre une demande d'ajustements aux services de la préfecture. En cas de non-respect de l'échéancier, de lourdes sanctions peuvent être prises, financières et pénales.
Au 1er mai 2016, 154.566 Ad'AP représentant 402.046 ERP ont été enregistrées dans les préfectures.
Fin 2018, 690 000 ERP ont déposé un agenda d'accessibilité programmée.

## Fin du dispositif
À partir du 31 mars 2019, il n'est plus possible de déposer de nouveaux agenda, les agenda en cours peuvent se poursuivre. Les établissements recevant du public doivent déposer des demandes de travaux classiques pour se mettre en conformité avec les normes d'accessibilités, après cette date.